# Gmina Mölndal
Gmina Mölndal (szw. Mölndals kommun) – gmina w Szwecji, w regionie Västra Götaland, z siedzibą w Mölndal.
Pod względem zaludnienia Mölndal jest 36. gminą w Szwecji. Zamieszkuje ją 57 752 osób, z czego 50,57% to kobiety (29 205) i 49,43% to mężczyźni (28 547). W gminie zameldowanych jest 2788 cudzoziemców. Na każdy kilometr kwadratowy przypada 393,38 mieszkańca. Pod względem wielkości gmina zajmuje 262. miejsce.